# Belgium (песня)
«Belgium» — песня американского рэпера Lil Peep с его посмертного 12-го мини-альбома Goth Angel Sinner, спродюсированная Fish Narc. Песня, как и весь мини-альбом, вошли в сборник Everybody’s Everything к одноимённому фильму. В песне повествуется об отношениях Lil Peep.

## Предыстория
Мини-альбом был анонсирован ещё при жизни Густава и должен был выйти в конце 2017 года, но был отложен в связи с кончиной исполнителя, а 30 октября 2018 года был неофициально опубликован на reddit в студийном качестве. 31 октября 2019 года состояла официальная премьера мини-альбома из трёх песен.
12 ноября 2019 года был выпущен музыкальный видеоклип на песню, состоящий из кадров во время концертного тура Густава по Европе в 2017 году. В клипе показаны кадры перелёта в Бельгию, а также кадры его выступления и прогулки.
20 февраля 2020 года семья Lil Peep выпустила ограниченную коллекцию одежды, вдохновившись композицией, вырученные средства пойдут на поддержку Гринпис.